# Bahnhof Haarlem
Der Bahnhof Haarlem ist der größte Bahnhof der niederländischen Stadt Haarlem. Der Bahnhof wird täglich durchschnittlich von 36.507 Personen (2024) genutzt. Er ist zentraler Knotenpunkt im städtischen ÖPNV. Am Bahnhof verkehren nationale Regional- und Fernverkehrszüge.

## Geschichte

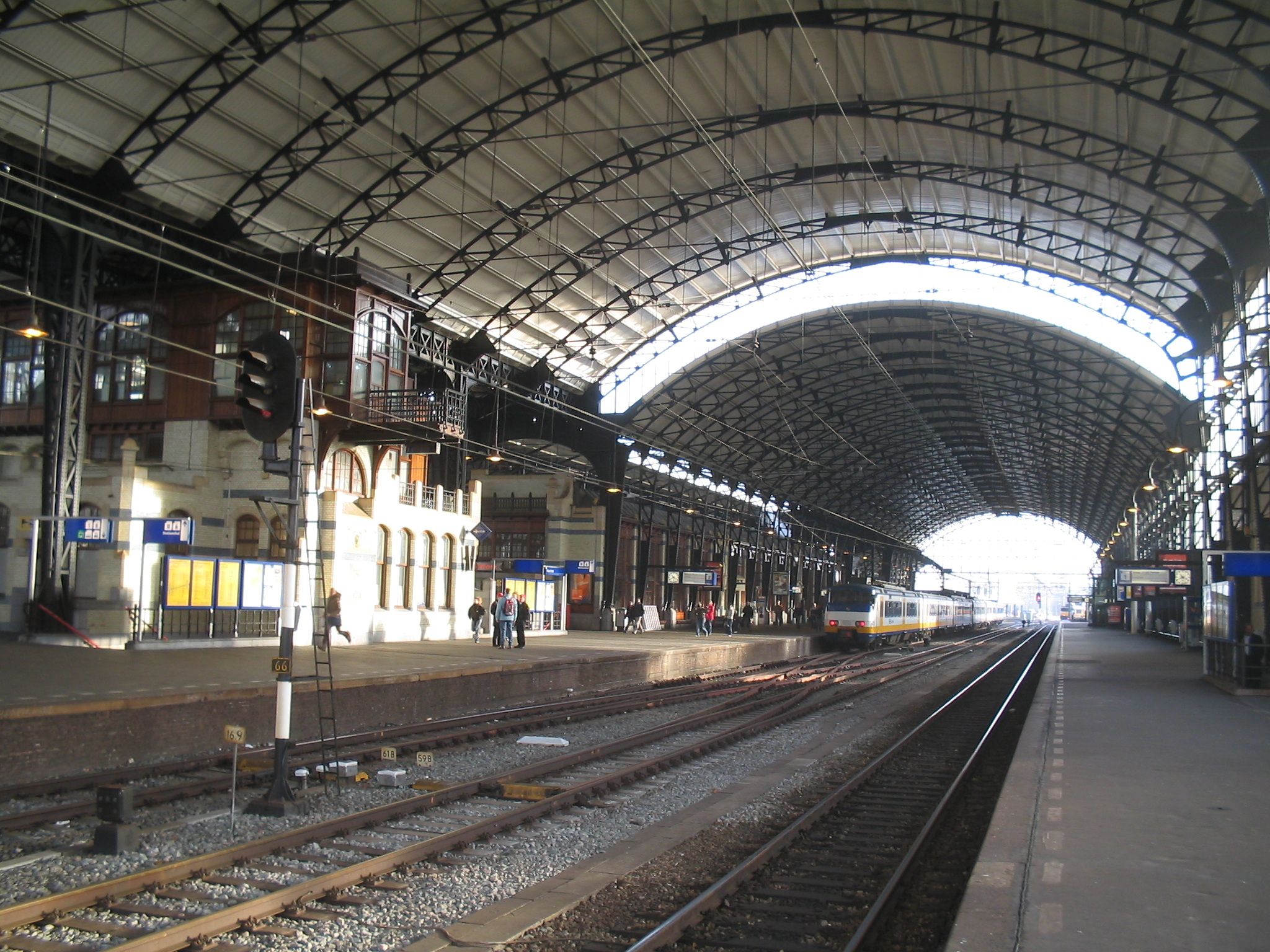
Innenansicht

Der erste Bahnhof wurde am 20. September 1839 mit der Bahnstrecke Amsterdam–Rotterdam, als einer der ersten Bahnhöfe der Niederlande, eröffnet. Dieser befand sich jedoch außerhalb der Stadt und bestand komplett aus Holz. 1842 wurde die erste Station an ihrem heutigen Standort erbaut. Ihr heutiges Aussehen erhielt die Station zwischen 1905 und 1908 von dem niederländischen Architekt Dirk Margadant. Sie ist die einzige Station der Niederlande im Jugendstil. In den nächsten Jahren ist eine optische Umgestaltung des Bahnhofsgebiets geplant.

## Streckenverbindungen
Folgende Linien bedienen den Bahnhof Haarlem im Jahresfahrplan 2022:
| Zugtyp    | Linienverlauf | Frequenz |
| --------- | --- | --- |
| Intercity | Amsterdam Centraal – Haarlem – Leiden Centraal – Den Haag Centraal                                                                                     | halbstündlich (fährt nicht nach 22 Uhr)                                                                                           |
| Intercity | Amsterdam Centraal – Amsterdam Sloterdijk – Haarlem – Leiden Centraal – Den Haag HS – Delft – Rotterdam Centraal – Dordrecht – Roosendaal – Vlissingen | halbstündlich (hält stündlich sowie abends und am Wochenende ganztägig an allen Bahnhöfen zwischen Bergen op Zoom und Vlissingen) |
| Intercity | Haarlem – Beverwijk – Alkmaar | halbstündlich (fährt nur in der HVZ)                                                                                              |
| Intercity | Amsterdam Centraal – Haarlem | 2× täglich (ausschließlicher Halt freitag- und samstagnachts)                                                                     |
| Sprinter  | Amsterdam Centraal – Haarlem – Alkmaar – Hoorn | halbstündlich |
| Sprinter  | Amsterdam Centraal – Haarlem – Zandvoort aan Zee | halbstündlich |
| Sprinter  | (Den Haag Centraal –) Leiden Centraal – Heemstede-Aerdenhout – Haarlem                                                                                 | halbstündlich (fährt nach 20 Uhr und am Wochenende nicht zwischen Den Haag Centraal und Leiden Centraal)                          |
| Sprinter  | Haarlem – Zandvoort aan Zee | halbstündlich (Verstärker) |
| Sprinter  | Haarlem – Zandvoort aan Zee | halbstündlich (Verstärker; hält nicht in Overveen)                                                                                |